# Villemaur-sur-Vanne
Villemaur-sur-Vanne korábbi község Franciaországban, Aube megyében. Lakosainak száma 484 fő (2018. január 1.). Villemaur-sur-Vanne Aix-en-Othe, Mesnil-Saint-Loup, Neuville-sur-Vanne, Paisy-Cosdon, Palis, Planty és Aix-Villemaur-Pâlis községekkel határos.
2016. január 1-jén Aix-en-Othe és Pâlis korábbi községgel egyesült és az így létrejött Aix-Villemaur-Pâlis új község része lett.

## Népesség
A település népessége az elmúlt években az alábbi módon változott:
| Lakosok száma | 506  | 488  | 384  | 381  | 424  | 490  | 501  | 502  | 485  | 484  |
|               | 1962 | 1968 | 1982 | 1990 | 1999 | 2008 | 2011 | 2013 | 2017 | 2018 |